# Alapítvány a Pénzügyi Kultúra Fejlesztéséért
Az Alapítványt 1991-ben alapította a Nemzetközi Bankárképző Központ, a Magyar Nemzeti Bank, a Magyar Bankszövetség és a Pénzügyminisztérium. Az Alapítvány a kezdetektől fogva a magyarországi pénzügyi kultúra fejlesztésére törekedett, a tudományos munka, a pénzügyi oktatás és képzés támogatásával.
Az Alapítvány ösztöndíjai: Felkai András-ösztöndíj, BADI, EFFAS ösztöndíj